# Йозеф фон Колоредо
Йозеф Мария фон Колоредо (на немски: Joseph von Colloredo; Joseph Maria Graf Colloredo-Mels und Wallsee; * 11 септември 1735, Регенсбург, Свещена Римска империя; † 26 ноември 1818, Виена, Австрийска империя) е граф на Колоредо, австрийски министър и генерал.

## Живот
Той е третият син на княз Рудолф Йозеф фон Колоредо (1706 – 1788), имперски вице-канцлер, и съпругата му графиня Мария Франциска Габриела фон Щархемберг (1707 – 1793), дъщеря на австрийския държавен и конференц-министър граф Гундакер Томас фон Щархемберг (1663 – 1745) и втората му съпруга графиня Мария Йозефа Йоргер цу Толет (1668 – 1746).
Йозеф влиза през 1752 г. в императорската войска. Той се отличава много пъти през Седемгодишната война и в Бреслау за кратко в плен. През 1763 г. е повишен на генерал-майор, получава през 1769 г. свой „пешеходен регимент (Нр. 57)“ и бързо става фелдмаршал-лейтенант и дворцов военен съветник. През 1777 г. придружава император Йозеф II във Франция и става генерал-директор на артилерията. През 1784 г. отказва да получи „Мария-Терезия-орден“, понеже е рицар на „Малтийския орден“.
Граф Колоредо е от 1791 г. до смъртта си велик-приор на Бохемия. Той става пратеник на Малтийския орден в императорския двор.
За военните му заслуги Йозеф II го прави фелдцойг-майстер. Той участва през 8. Австрийско-турска война (1787 – 1792) и ръководи следващия поход на нападението на Белград. Като фелдмаршал той командва до мирните преговори на конгреса (1790) наблюдателната армия на пруската граница. След войната той получава титлата държавен и конференц-министър и ръководи дворцовия военен съвет. През 1813 и 1814 г. още работи и умира на 26 ноември 1818 г. във Виена.